# Crisis (revue)
Crisis. The Journal of Crisis Intervention and Suicide Prevention est une revue bimensuelle à comité de lecture dans le domaine de la suicidologie et de l'étude du suicide. Créée en 1980, elle est publiée par Hogrefe au nom de l'International Association for Suicide Prevention. Son rédacteur en chef est Diego De Leo, professeur à l'université Griffith. Selon le Journal Citation Reports, le journal a un facteur d'impact de 1.527.